# Шауль Мофаз
Шауль Мофаз (івр. שאול מופז; нар. 4 листопада 1948, Тегеран) — ізраїльський військовий і політичний діяч, лідер партії «Кадіма» з 27 березня 2012 року. Обіймав посади начальника Генштабу Армії оборони Ізраїлю, заступника голови уряду, міністра транспорту Ізраїлю і міністра оборони Ізраїлю. Генерал-лейтенант у відставці.

## Біографія
Виходець із громади іранських євреїв. Був призваний в парашутно-десантні війська в 1966 році і дослужився до посади начальника генерального штабу і генерал-лейтенанта. Генеральний штаб очолював в 1998—2002 роках.
Розпуск уряду національної єдності в жовтні 2002 року призвів до відставки Біньяміна Бен-Еліезера («Авода») з поста міністра оборони. На цю посаду був призначений Шауль Мофаз, якого Аріель Шарон назвав «міністром оборони воюючої держави».
11 грудня 2005 року Мофаз заявив про свій відхід з партії «Лікуд» (яку називав «своїм домом») і приєднання до партії «Кадіма», слідуючи за творцем партії Аріелем Шароном. Рішення Ехуда Ольмерта передати партії «Авода» портфель міністра оборони призвело до того, що Мофаз не отримав цей пост в новому уряді і зайняв пост міністра транспорту.
Як міністр транспорту Мофазу вдалося на 8 % знизити смертність в дорожніх аваріях і збільшити транспортне сполучення з Росією і Україною.
27 березня 2012 року на внутрішньопартійних виборах Мофаз отримав 61,7 % голосів членів «Кадіми» (проти 37 % у Ципі Лівні) і став лідером цієї партії.
Будучи лідером партії Мофаз отримав перше місце в передвиборчому списку партії, згодом ставши одним з двох депутатів кнесету від Кадіми.